# 聖公會的結合
《聖公會的結合》（拉丁語：Anglicanorum coetibus）宗座憲令為教宗本篤十六世於2009年11月4日發表的宗座憲令，用來制定了皈依天主教的前聖公會教友建立的個別教長管轄區。

## 大綱

### 主旨
加入的基礎是《天主教教理》中所描述的信仰宣認。第一章規定，希望與天主教會完全共融的前聖公會教徒可以建立個別教長管轄區。信理部領導下的個別教長管轄區將與現有的、但有地域界定的天主教教區並存。 因此，它們不屬於任何一個教區，而是法律上獨立的分支團體。在主教團的每個轄區，都可以建立一個或多個個別教長管轄區。個別教長管轄區具有法人資格，其章程可與普通教區相媲美。
每個教區由先前屬於英國國教和更廣泛的聖公會、現在希望與天主教會完全共融的平信徒、神職人員和宗教團體及使徒生活團體成員組成，以及在這些教區內接受了入門聖事（即聖洗聖事、堅振聖事和初領聖體）的人。

### 管理及禮儀形式
各個別教長管轄區依照天主教教會法典和宗座憲令的規定進行自治，並按照各自的職權範圍服從信理部和羅馬教廷其他教會。 此外，各個別教長管轄可使用經聖座批准的聖公會傳統禮書（例如《公禱書》），並按照這些禮書舉行聖體聖事、其他聖事和時辰禮儀。 但不排除舉行羅馬禮。
每個管轄區由一位教長領導，教長是負責該教區的牧靈，由教宗任命。他必須是主教或司鐸，並擁有代表教宗（代理）行使的普通管轄權，且僅限於教區內各成員。必要時，他可與教區管轄范圍內的教區主教共同行使職權。他是相應主教團的成員，並受其指示。

### 領受聖職
所有前聖公會會吏、牧師和主教，若無任何教會法上的違規行為或其他障礙，均可經教長批准，成為天主教會的聖職候選人。皈依聖公會的前天主教神職人員不得在其他教區內擔任神職人員。未婚候選人必須宣誓獨身；因此，已婚男性不得被任命為主教。
對於已婚的前聖公會神職人員的晉鐸，適用教宗保祿六世於1967年6月24日頒布的《司鐸的禮儀》通諭和1981年4月1日信理部發布的宣言中規定的規範。
其他已婚男性如需晉鐸為天主教神父，則教長必須向宗座提交相應的申請（《補充規范》第六條第一款）。

### 聖職人員
天主教會明確排除「那些誕生於十六世紀宗教改革的基督教團體」，因為根據天主教的教義，這些團體在聖職授任聖事中不享有使徒繼承，因此缺乏教會的構成要素。這包括英國聖公會和更廣泛的聖公會，天主教會已宣布這些團體的聖職授任「絕對無效」。
教宗良十三世於1896年正式宣布了裁定，確認所有聖公會聖職均屬無效。

#### 前聖公會主教
曾任聖公會主教的已婚男子，可被任命為個別教長管轄區的教長。在這種情況下，他將獲得司鐸聖職，並可通過個別教長管轄區行使全部管轄權。

#### 個別教長管轄區教長
經宗座同意，個別教長管轄區教長可以與任何教區主教一樣，建立修會及使徒生活團。協助從聖公會和近廣泛的聖公會團體轉移到天主教會的個別教長管轄區的機構和團體。
與任何教區的主教一樣，個別教長管轄區教長有義務每五年前往梵蒂岡，對教宗進行述職訪問。
另外，在諮詢教區主教後，個別教長管轄區教長可以在宗座的同意下建立堂區。